# Chaetonotus jamaicensis
Chaetonotus jamaicensis is een buikharige uit de familie Chaetonotidae. De wetenschappelijke naam van de soort werd, als Ichthydium jamaicense, in 1861 voor het eerst geldig gepubliceerd door Schmarda.